# A New Day Yesterday (album, Joe Bonamassa)
A New Day Yesterday je debutové sólové studiové album Joe Bonamassy. Album vyšlo na podzim roku 2000, jeho producentem byl Tom Dowd.

## Seznam skladeb
| Pořadí | Název                                                          | Autor                                                | Délka |
| ------ | -------------------------------------------------------------- | ---------------------------------------------------- | ----- |
| 1.     | Cradle Rock (Rory Gallagher cover)                             | Rory Gallagher                                       | 3:50  |
| 2.     | Walk in My Shadows (Free cover)                                | Paul Rodgers, Paul Kossoff, Andy Fraser, Simon Kirke | 3:27  |
| 3.     | A New Day Yesterday (Jethro Tull cover)                        | Ian Anderson                                         | 4:45  |
| 4.     | I Know Where I Belong                                          | Joe Bonamassa                                        | 5:38  |
| 5.     | Miss You, Hate You (rock radio remix)                          | Bonamassa, Richard Feldman                           | 3:39  |
| 6.     | Nuthin' I Wouldn't Do (For a Woman Like You) (Al Kooper cover) | Al Kooper                                            | 5:10  |
| 7.     | Colour and Shape                                               | Bonamassa                                            | 5:03  |
| 8.     | Headaches to Heartaches                                        | Bonamassa                                            | 4:56  |
| 9.     | Trouble Waiting                                                | Bonamassa, Steve Tyrell, Stephanie Tyrell            | 3:25  |
| 10.    | If Heartaches Were Nickels (Warren Haynes cover)               | Warren Haynes                                        | 7:51  |
| 11.    | Current Situation                                              | Bonamassa                                            | 3:35  |
| 12.    | Don't Burn Down That Bridge (Albert King cover)                | Allen Jones, Carl Wells                              | 4:21  |
| 13.    | Miss You, Hate You (original full-length version)              | Bonamassa, Feldman                                   | 6:04  |

## Sestava
- Joe Bonamassa – kytara, zpěv
- Rick Derringer – kytara, zpěv
- Leslie West – kytara, zpěv
- Len Bonamassa – kytara
- Creamo Lisa – baskytara
- Gregg Allman – varhany, zpěv[4]
- David Borden – klávesy
- Tony Cintron – bicí, perkuse
- Annie Burns – zpěv
- Jeannie Burns – zpěv